# Carlos Giménez
Carlos Giménez, född 6 mars 1941 i Madrid, är en spansk serieskapare som slog igenom på 1960-talet med underhållningsserier som Delta 99 och Dani Futuro. På 1970-talet ändrade han stil och ägnade sig åt mer seriösa historier. I Barnhemmet skildrar han sin uppväxt som barnhemsbarn i Francos Spanien. 1990 gjorde han Une enfance éternelle tillsammans med Christian Godard.